# Megastictus margaritatus
Megastictus margaritatus là một loài chim trong họ Thamnophilidae. Chúng được tìm thấy ở Brazil, Colombia, Ecuador, Peru, và Venezuela.